# Сербы (Одесская область)
Сербы (укр. Серби) — село, относится к Кодымскому району Одесской области Украины.
Население по переписи 2001 года составляло 1921 человек. Почтовый индекс — 66011. Телефонный код — 4867. Занимает площадь 4,04 км².

## Местный совет
66011, Одесская обл., Кодымский р-н, с. Сербы ., ул. Билоконя Виктора 3